# SIPOC
SIPOC est l'acronyme de supplier input process output customer, en français fournisseurs intrants processus extrants clients ou FIPEC.
Dans la méthodologie Six Sigma, le SIPOC est utilisé pendant la première étape du DMAIC, définir, afin de décrire le processus métier dont on veut améliorer la qualité.
Il est présenté sous forme d'une carte dans laquelle on va décrire ce processus du fournisseur (entrées) au client (sorties) à travers ses activités. La carte peut être établie par un groupe de travail mené par un animateur qui établit sur un papier à l'aide de post-it les différents items (entrées, sorties, activités…)
| Fournisseurs  | Entrées      | Processus |         |         |         |         | Sorties   | Clients  | Exigences  | Indicateur   |
| ------------- | ------------ | --------- | ------- | ------- | ------- | ------- | --------- | -------- | ---------- | ------------ |
|               |              | Etape 1   | Etape 2 | Etape 3 | Etape 4 | Etape 5 |           |          |            |              |
| Fournisseur 1 | Fourniture 1 |           |         |         |         |         | Produit 1 | Client 1 | Exigence 1 | Indicateur 1 |
| Fournisseur 2 | Fourniture 2 |           |         |         |         |         |           | Client 2 | Exigence 2 | Indicateur 2 |

L'étape suivante consistera à mesurer (DMAIC étape M) sur la base de critères chiffrables (poids, coût d'achat, rapidité de livraison, satisfaction client, délais de paiement…) tous les éléments inclus dans cette carte.